# Herz-Jesu-Kirche (Saas-Fee)

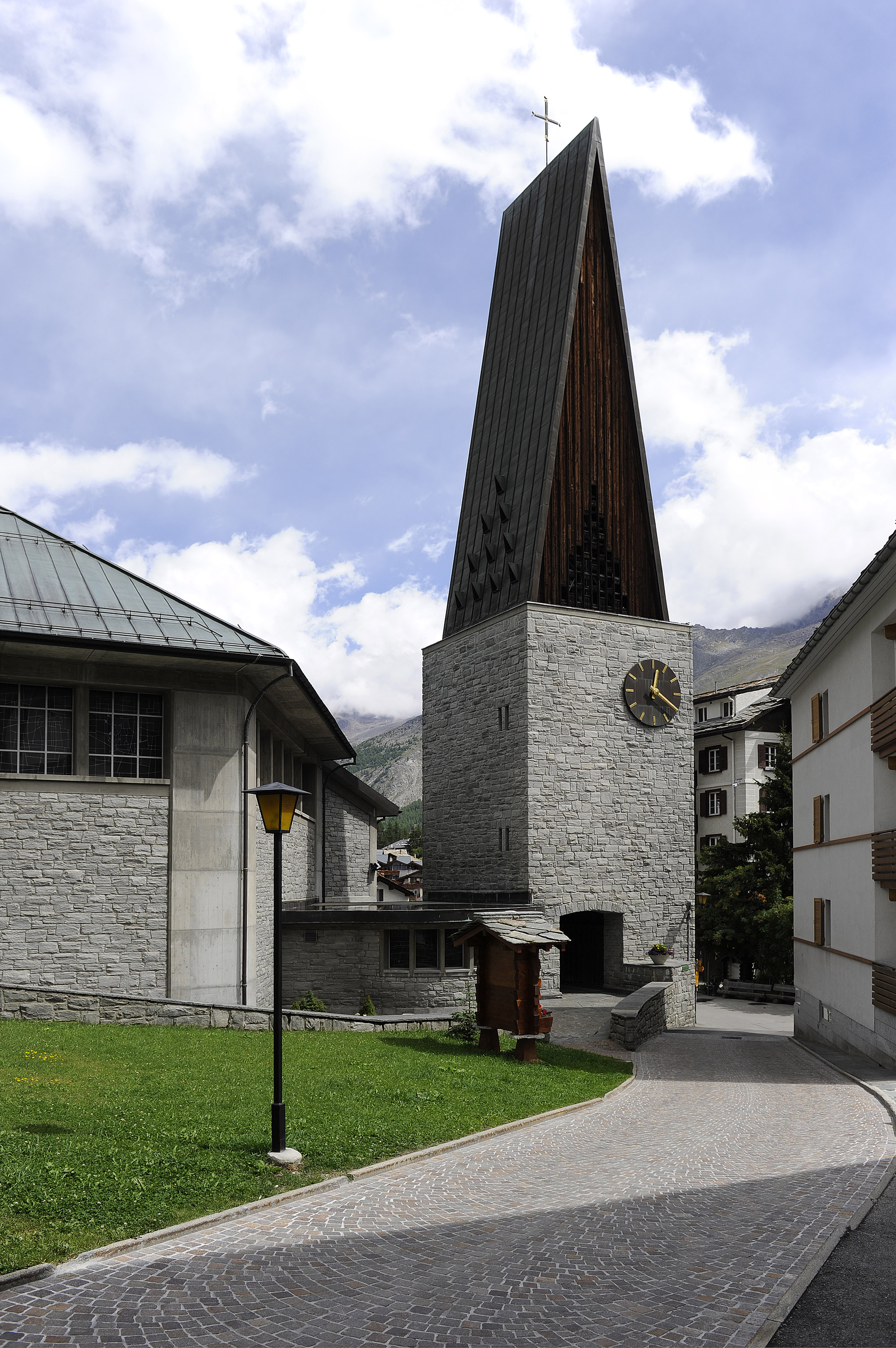
Pfarrkirche Saas-Fee

Die Herz-Jesu-Pfarrkirche Saas-Fee ist eine römisch-katholische Kirche in Saas-Fee im Kanton Wallis in der Schweiz.

## Geschichte
An der Stelle der heutigen Kirche wurde 1535 die erste Kapelle erbaut. Diese wurde 1666 durch einen grösseren Neubau ersetzt, der 1746 durch einen Turm mit Zwiebelform-Abschluss ergänzt wurde. Seit 1754 ist eine Orgel belegt. 1781 folgte erstmals die Ausstattung mit Glocken. Die zweite Kapelle stand unter dem Patronat des hl. Theodul.

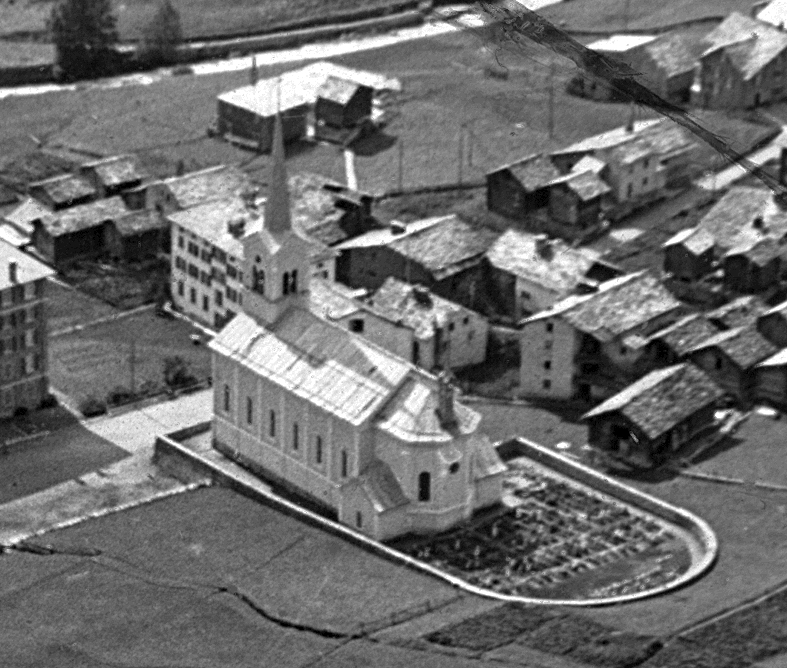
Die 1894 erbaute erste Pfarrkirche. Foto von 1941

Nach der Pfarreigründung am 8. Oktober 1893 wurde an derselben Stelle 1894 eine wiederum grössere Kirche gebaut. Diese wurde im November 1959 aufgrund von Platzmangel und Reparaturbedürftigkeit abgetragen. Von 1960 bis 1963 erfolgte unter Leitung des Architekten David Casetti der Bau der heutigen Kirche. Ihre Weihe durch Bischof François-Nestor Adam fand am 10. September 1963 statt.

## Architektur
Das Gebäude hat einen hexagonalen Grundriss. Der frei daneben stehende Kirchturm enthält fünf Glocken.

## Ausstattung
Auf der Rückwand hinter dem Altar ist auf einem grossen griechischen Kreuz Christus als Sieger mit der Dornenkrone dargestellt. Rotfarbige Würfel unter dem Kreuz symbolisieren die sich verströmende Liebe Christi; ebenso beim Tabernakel, der zusätzlich von einem Geflecht ineinander greifender stilisierter Kreuze umgeben ist. In diesem Geflecht symbolisieren Kristalle unterschiedlicher Grösse die guten Werke, die näher zu Christus führen. Idee und Ausführung dieses zusammengehörenden Kunstwerks aus Kreuz und Tabernakel stammen vom Wilhelm Polders in Kevelaer.
Den Boden der Kirche bilden Steinplatten aus Gotthard-Granit. Für die Kirchenbänke wurde das Holz kanadischer Föhren verwendet.
Die farbigen Fenster im Chorraum wurden von Paul Monnier entworfen und im Atelier Chiara in Lausanne hergestellt.
Der Kreuzweg aus verschiedenfarbigem Mosaikgestein und das Glasgemälde in der Taufkapelle stammen vom ortsansässigen Künstler Werner Zurbriggen.
Weitere 24 bunte Glasfenster zu beiden Seiten des Kirchenschiffes wurden von der Walliser Künstlerin Anne-Marie Duarte-Ebener gestaltet. Sie nehmen Bezug auf die Seligpreisungen und weitere Auszüge der Bergpredigt.

## Orgel
Die Orgel hat 26 Register auf zwei Manualen und Pedal. Das Instrument mit asymmetrischem Freipfeifenprospekt wurde 1963 von Späth Orgelbau errichtet. Sie hat elektrische Spiel- und elektropneumatische Registertraktur. Der Spieltisch steht seitlich frei. 2001 wurde das Instrument renoviert und mit einer Setzeranlage ausgestattet. Die Disposition lautet:
| I Hauptwerk C–g3 |             |       |
| 1.               | Quintatön   | 16′   |
| 2.               | Principal   | 08′   |
| 3.               | Rohrflöte   | 08′   |
| 4.               | Dolce       | 08′   |
| 5.               | Oktave      | 04′   |
| 6.               | Blockflöte  | 04′   |
| 7.               | Nasat       | 2 ⁄3′ |
| 8.               | Superoctave | 02′   |
| 9.               | Mixtur      | 02′   |

| II Schwellwerk C–g3 |                  |       |
| 10.                 | Liebl. Principal | 8′    |
| 11.                 | Gedeckt          | 8′    |
| 12.                 | Salicional       | 8′    |
| 13.                 | Principal        | 4′    |
| 14.                 | Hohlflöte        | 4′    |
| 15.                 | Flageolet        | 2′    |
| 16.                 | Quinte           | 1 ⁄3′ |
| 17.                 | Scharf           | 1 ⁄3′ |
| 18.                 | Cornett V        | 8′    |
| 19.                 | Trompete         | 8′    |
|                     | Tremolo          |       |

| Pedal C–f1 |               |     |
| 20.        | Principalbass | 16′ |
| 21.        | Subbass       | 16′ |
| 22.        | Gedecktbass   | 16′ |
| 23.        | Oktavbass     | 08′ |
| 24.        | Gedeckt       | 08′ |
| 25.        | Choralbass    | 04′ |
| 26.        | Fagott        | 16′ |

- Normalkoppeln: II/I, I/P, II/P
- Spielhilfen: 3 feste Kombinationen (mf, f, tutti), 2 freie Kombinationen, Crescendoschweller, Einzelabsteller für Nr. 1, 19 und 26.

In der vorherigen Pfarrkirche stand von 1913 bis 1959 eine pneumatische Orgel mit Membranladen (II/P/16) von Heinrich Carlen (Brig). Erste Hinweise auf eine Kirchenorgel in Saas-Fee datieren von 1754.

## Bilder

1918
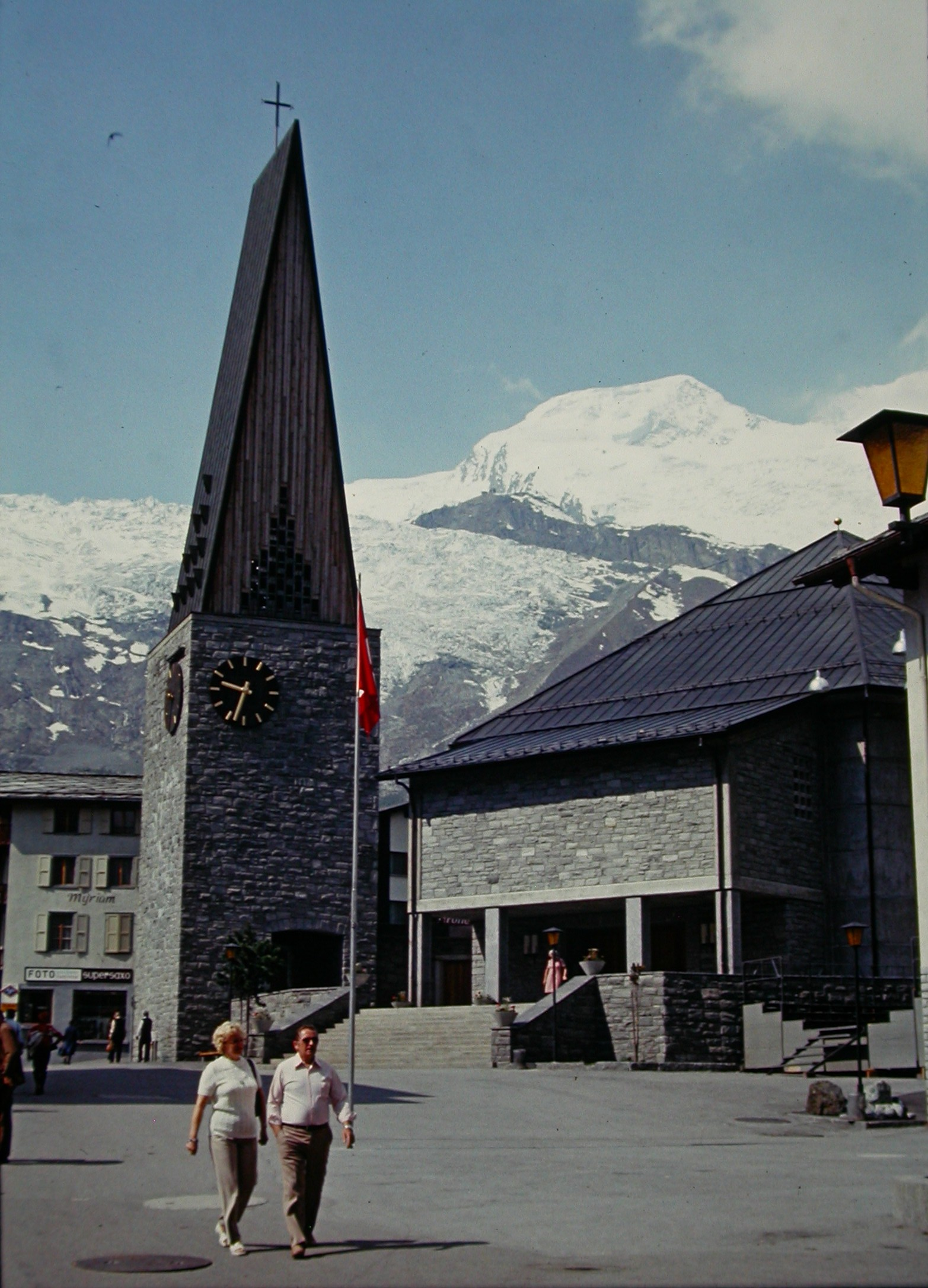
1974
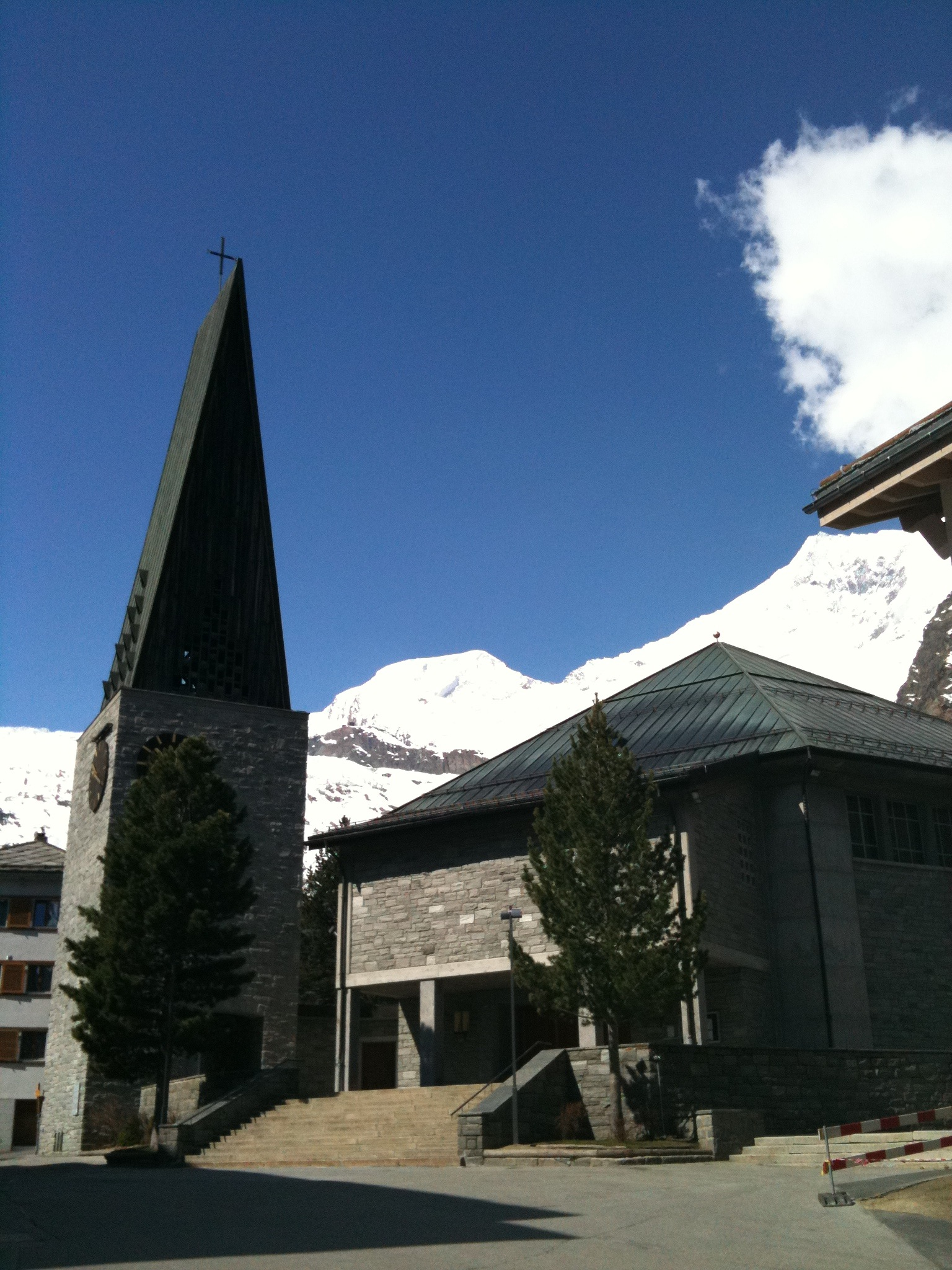
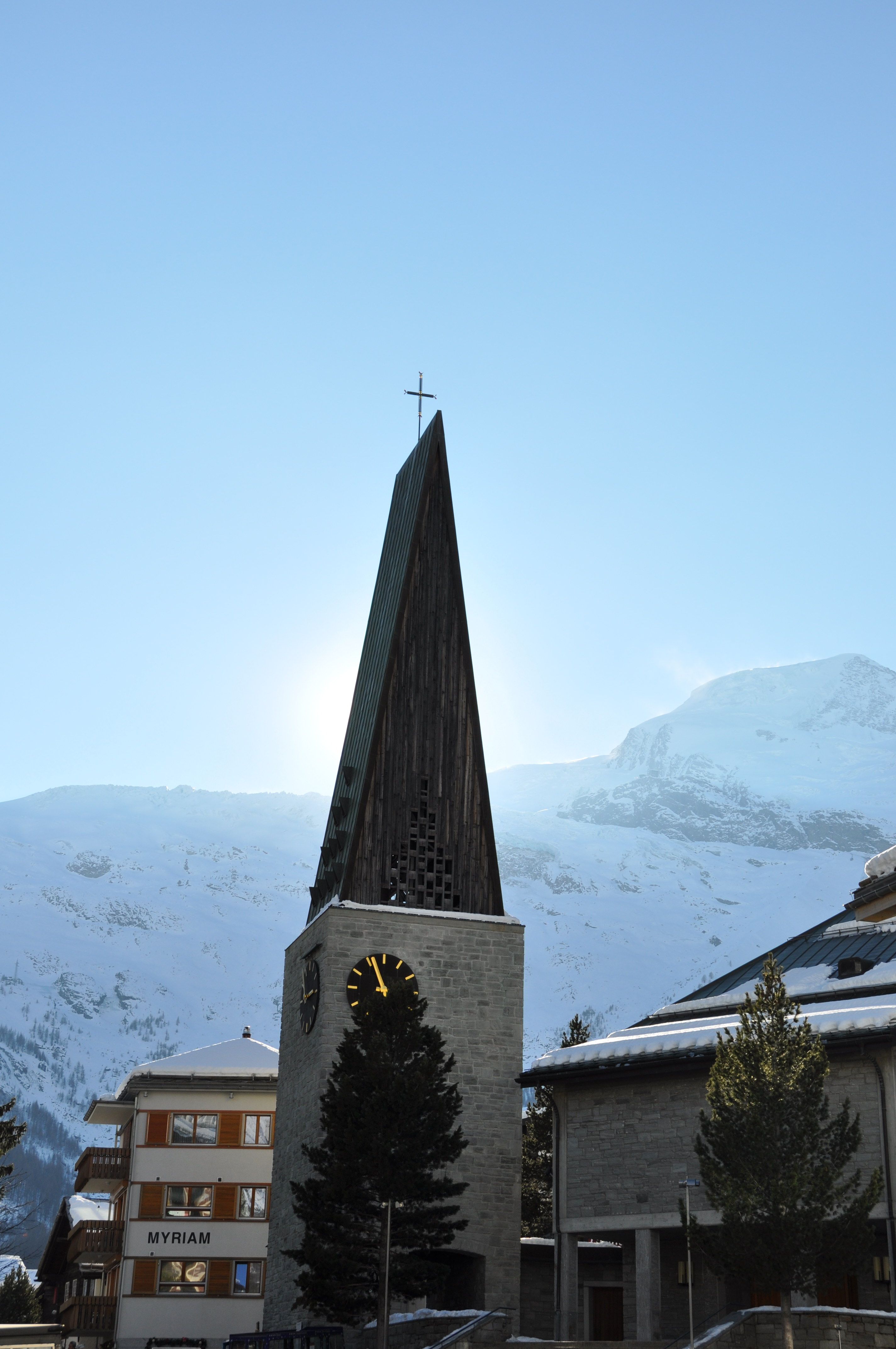
2011
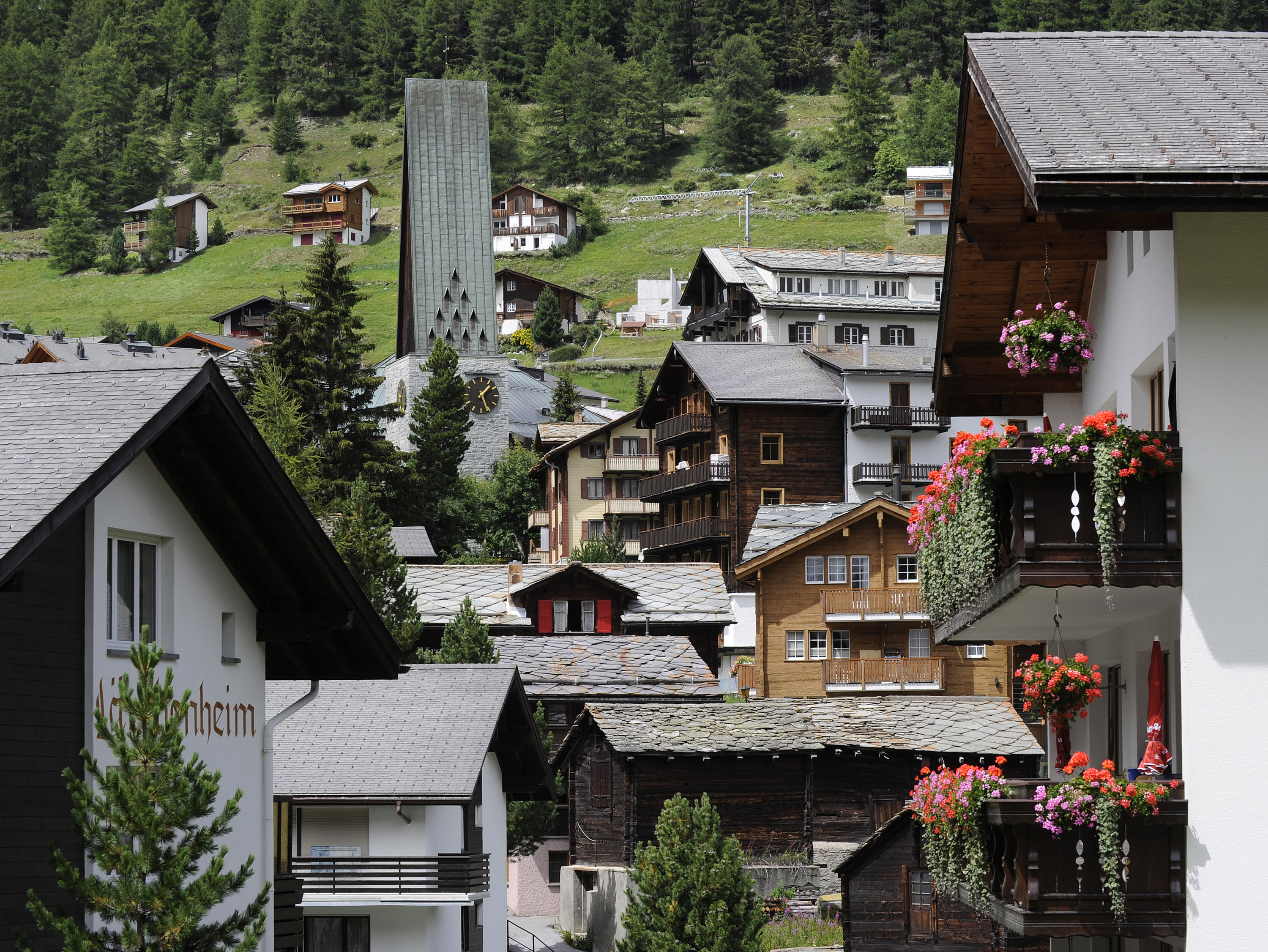
Dorfkern, 2011